# Arthrocnodax beardsleyi
Arthrocnodax beardsleyi är en tvåvingeart som först beskrevs av Hardy 1960.  Arthrocnodax beardsleyi ingår i släktet Arthrocnodax och familjen gallmyggor. Inga underarter finns listade i Catalogue of Life.